# A Big Piece of Garbage
A Big Piece of Garbage (с англ. — «Большая куча мусора») — восьмой эпизод первого сезона мультсериала «Футурама». Его североамериканская премьера состоялась 11 мая 1999 года.
Этот эпизод в 1999 году был номинирован на премию Эмми в номинации «Лучшая анимационная программа (продолжительностью менее часа)».

## Сюжет
Доставка на пораженную вирусом планету «Эбола 9» откладывается — профессор Фарнсворт приглашает всех на ежегодный симпозиум Академии Изобретателей. На церемонии он собирается представить Часы смерти — прибор, измеряющий время, оставшееся до смерти.
На симпозиуме ученик и противник Фарнсворта — профессор Вёрнстром представляет своё изобретение — антиакваланг, позволяющий рыбам ходить по земле. В то же время оказывается, что Часы Смерти Фарнсворт уже представлял в прошлом году. В спешке профессор придумывает новый прибор — Нюхоскоп, позволяющий чувствовать запах отдалённых объектов.
Во время испытания нюхоскопа Фрай обнаруживает зловонный объект, с угрожающей скоростью приближающийся к Земле. Это гигантская куча мусора, выброшенного жителями Нью Йорка — в 2052 году куча мусора была запущена в космос, и теперь она в течение 72 часов обрушится на Новый Нью-Йорк.
Команда «Межпланетного экспресса» отправляется на мусорный астероид, чтобы взорвать его. Но профессор дал им бомбу с перевернутым таймером и вместо 25 минут у них всего 52 секунды для того, чтобы покинуть астероид. В панике Бендер выбрасывает бомбу в открытый космос.
Второй план по спасению родного города состоит в том, чтобы собрать такое же количество мусора и запустить его навстречу приближающемуся небесному телу. Проблема лишь в том, что в Новом Нью-Йорке уже 500 лет как нет мусора. Лишь благодаря способности Фрая (человека из XX века) создавать мусор городу удаётся спастись. Фарнсворт говорит что и этот может вернуться, но это случится лишь через несколько столетий, жители будут готовы в будущем отразить удар.

## Персонажи
Список новых или периодически появляющихся персонажей сериала
- Дебют: Линда
- Дебют: Мэр Си Рэндэл Попермэер
- Дебют: Морбо
- Дебют: Доктор Огден Вёрнстром
- Дебют: Голова Рона Попейла